# 迪岑哥夫街

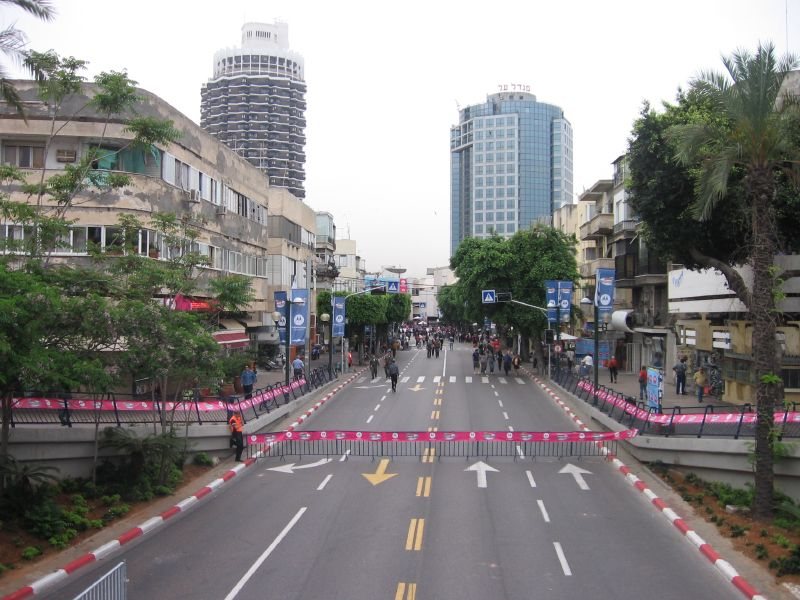
迪岑哥夫街，2006年

迪岑哥夫街（Rehov Dizengoff）是特拉维夫中心的一条主要街道，以特拉维夫的第一任市长梅厄迪岑哥夫命名。
这条街从东南端的伊本·盖比鲁勒街转角，到西北端的特拉维夫海港区。迪岑哥夫街是特拉维夫最重要的街道之一，在城市的发展中发挥了至关重要的作用。

## 历史

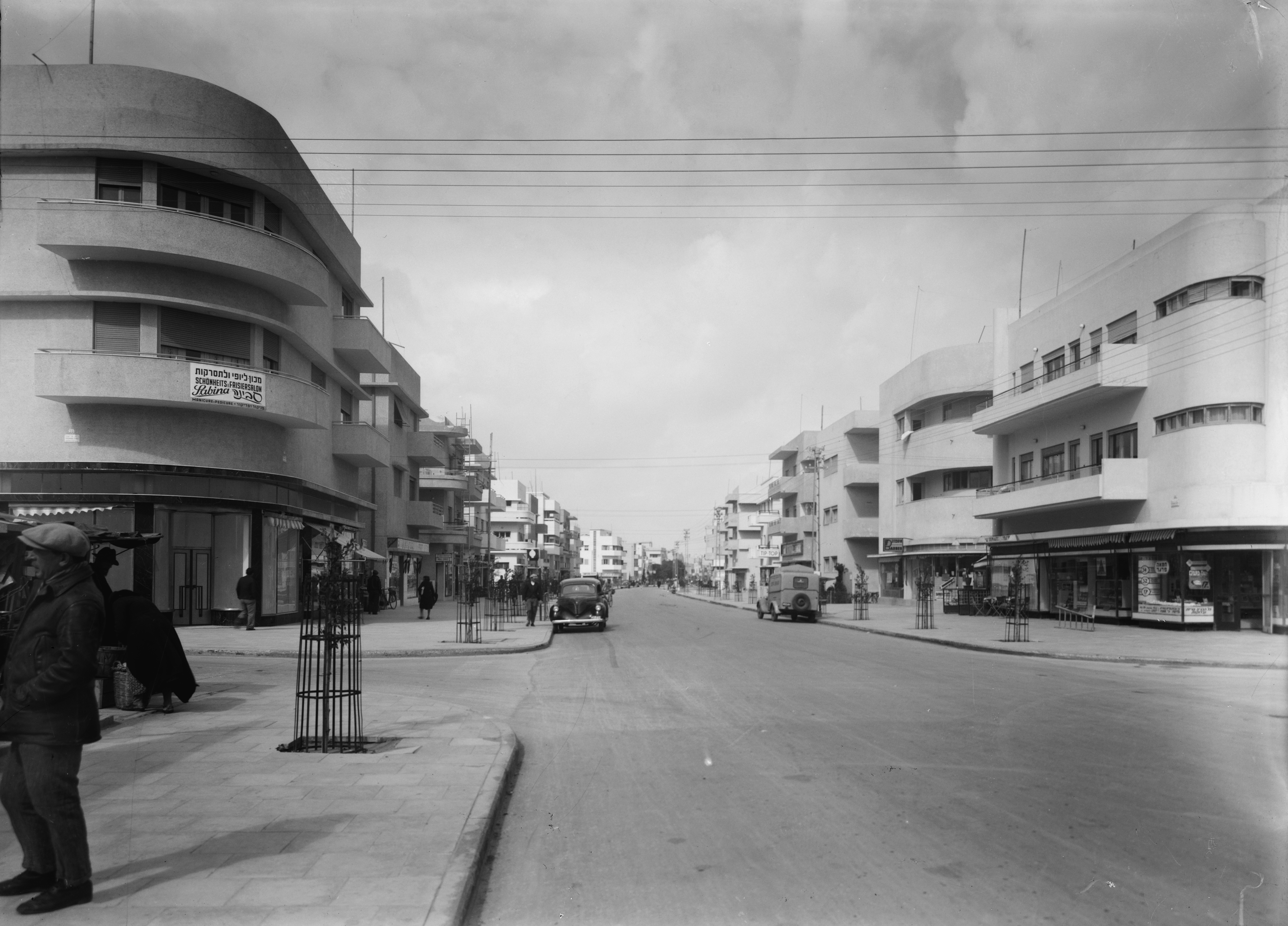
20世纪30年代的街道

在这条街的鼎盛时期，被描述为“特拉维夫的香榭丽舍大街”。自从1970年代，迪岑哥夫街开始衰败。迪岑哥夫中心购物中心的问世被视为衰败的主要原因。

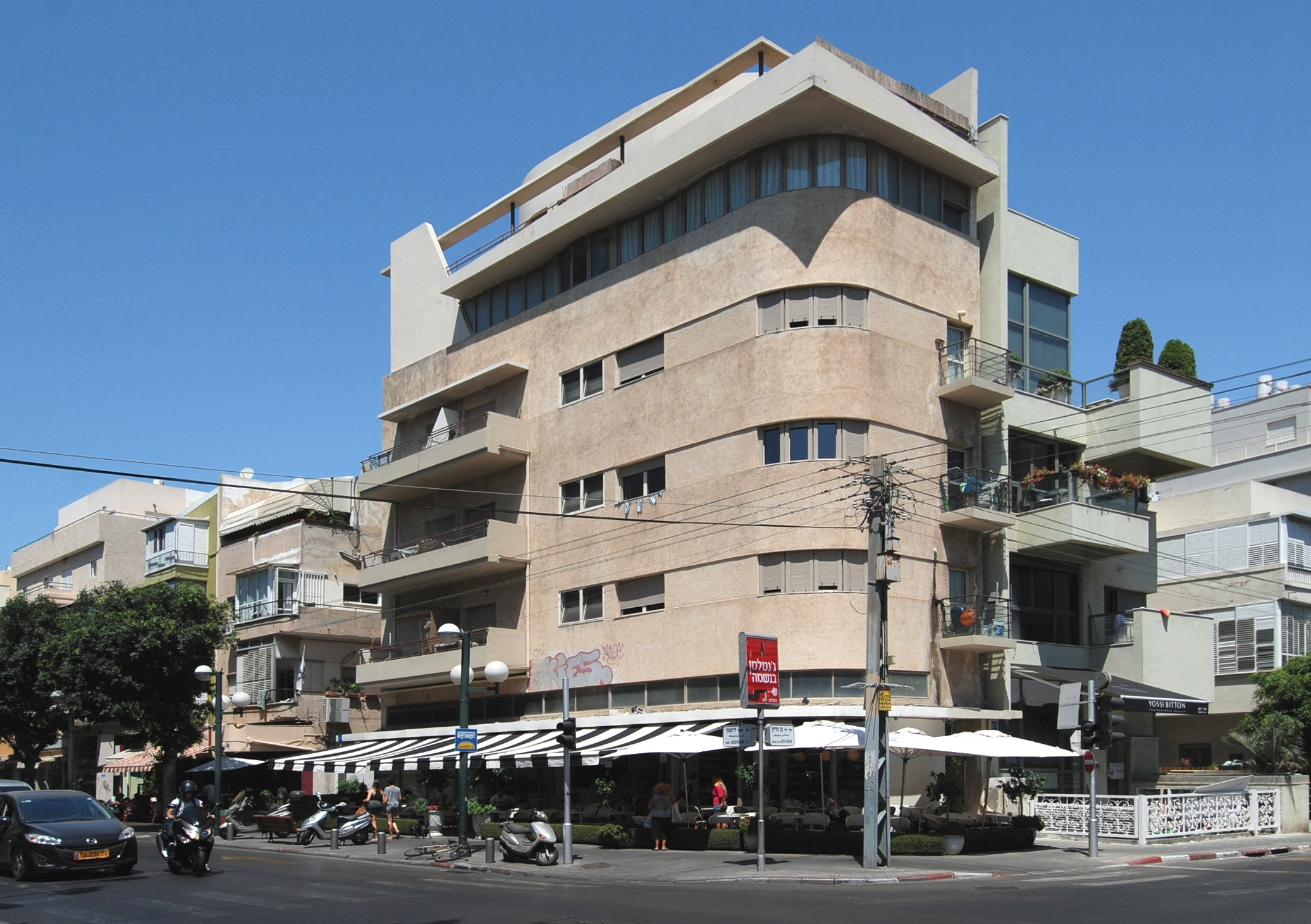
一座国际风格建筑，在特拉维夫白城，迪岑哥夫街与本古里安大道拐角

迪岑哥夫广场以北，迪岑哥夫街上集中高档商店， 尽是名牌服饰店、咖啡馆,还有为数众多的婚纱店。街的南端是地标迪岑哥夫广场和迪岑哥夫中心购物中心。